# 1983–1984-es lengyel labdarúgó-bajnokság (első osztály)
Az 1983–1984-es lengyel labdarúgó-bajnokság a lengyel labdarúgó-bajnokság legmagasabb osztályának 50. alkalommal megrendezett bajnoki éve volt. A pontvadászat 16 csapat részvételével zajlott. 
A bajnokságot a Lech Poznań nyerte az ezüstérmes Widzew Łódź, és a bronzérmes Pogoń Szczecin előtt. A Cracovia és a Szombierki Bytom kiesett.

## Külső hivatkozások
- rsssf.com